# Włodzimierz (Romaniuk)

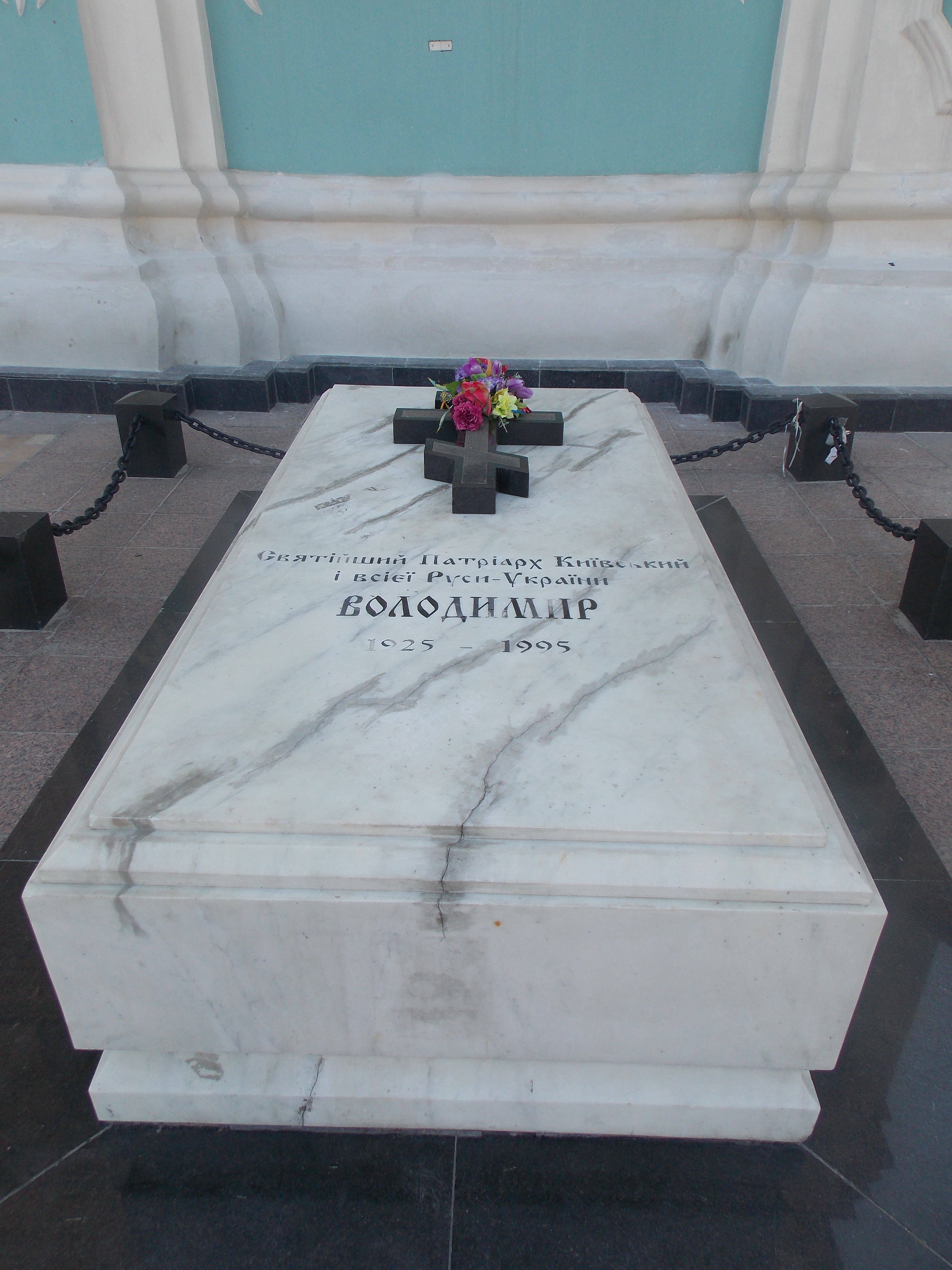
Nagrobek Wołodymira Romianiuka

Włodzimierz, imię świeckie Wasyl Romaniuk (ur. 9 grudnia 1925 w Chomczynie, zm. 14 lipca 1995) – ukraiński działacz narodowy, duchowny prawosławny, w latach 1993–1995 zwierzchnik niekanonicznego Ukraińskiego Autokefalicznego Kościoła Prawosławnego.

## Życiorys
Urodził się w II Rzeczypospolitej. Jako młody człowiek był działaczem OUN. W 1949 r. skazany został na dwanaście lat obozu pracy na mocy wyroku NKWD.
Po wyjściu na wolność w 1959 r. ukończył moskiewskie seminarium duchowne. W 1964 r. otrzymał święcenia kapłańskie. W latach 1964–1972 pracował w parafiach prawosławnych w rejonie Iwano-Frankiwska.
W 1972 r. ponownie aresztowany i skazany na 7 lat obozu.
W 1987 r. opuścił ZSRR i działał wśród ukraińskiej społeczności emigracyjnej w Kanadzie, USA i Wielkiej Brytanii.
W 1990 r. powrócił na Ukrainę i został wyświęcony na biskupa z tytułem biskupa Użhorodu i Wynohradiwa, w Ukraińskim Autokefalicznym Kościele Prawosławnym. Dążył do powołania niezależnej od Moskwy prawosławnej cerkwi ukraińskiej. Stał się jednym z jej głównych założycieli w czerwcu 1992 r. 17 lutego 1993 r. został arcybiskupem diecezji lwowskiej i sokalskiej. Po śmierci patriarchy Mścisława został metropolitą Ukraińskiego Autokefalicznego Kościoła Prawosławnego w czerwcu 1993 r.
Zmarł 14 lipca 1995 r. Jego pogrzeb związany był z dramatycznymi starciami w centrum Kijowa przy soborze Mądrości Bożej; władze państwowe usiłowały przeszkodzić pochowaniu go w tym miejscu, toteż wierni pogrzebali ciało patriarchy przed bramą prowadzącą na teren kompleksu świątynnego.

## Literatura
- Білокінь С. І. Володимир (Василь Омелянович Романюк) // Енциклопедія історії України: у 10 т. / редкол.: В. А. Смолій (голова) та ін.
- Інститут історії України НАН України. – К.: Наук. думка, 2003. – Т. 1 : А – В. – С. 615. – ISBN 966-00-0734-5.